# Tödliche Kunst (Hörspiel)
Tödliche Kunst ist ein Kriminalhörspiel aus der Reihe des Radio-Tatorts. Die Textvorlage stammt von Katja Röder und Fred Breinersdorfer, die das von Friedrich Ani, Uta-Maria Heim und Hugo Rendler fortgeführte, sowie von Christine Lehmann für den Südwestrundfunk entwickelte Stuttgarter Ermittlerduo Kriminalhauptkommissarin Nina Brändle und
Kriminaloberrat Xaver Finkbeiner aufgreift. Tödliche Kunst wurde zum ersten Mal am 12. September 2012 ausgestrahlt. Neben den Hauptdarstellern traten mit Marcus Calvin, Rüdiger Vogler, Rolf Kanies und Bernd Gnann weitere namhafter Sprecher beziehungsweise Schauspieler auf.
Der vorliegende 56. Fall der Gesamtreihe und achte Fall des Stuttgarter Tatorts dreht sich in erster Linie um den mysteriösen Fenstersturz einer jüdischen Seniorin und ein Bild Otto Dix’, bei dem es sich womöglich um unlautere Beutekunst handelt.

## Inhalt
Der achte Fall des Landeskriminalamts Baden-Württemberg in Stuttgart führt den stoischen und schweigsamen Südbadener Kriminaloberrat Xaver Finkbeiner als Profiler der Abteilung 8, „Operative Fallanalyse“ und seine Kollegin, die wortreiche und raubeinige Schwäbin, Kriminalhauptkommissarin Nina Brändle, diesmal auf das heikle Parkett des Kunsthandels und der Thematik jüdischer Beutekunst.
Die 93-jährige jüdische Seniorin July Bloomberg kam als Mitglied einer Reisegruppe aus New York auf Einladung der Stadt Stuttgart nach Deutschland. Angeblich wollte sie dort Anstrengungen unternehmen, ein wertvolles Gemälde von Otto Dix, das einst ihrem Großvater gehörte, der von den Nationalsozialisten enteignet und im Konzentrationslager Echterdingen ermordet wurde, wiederzubeschaffen und dem Museum of Modern Art zu spenden. Doch dieses Bild hängt heute in einer Stuttgarter Kunstsammlung. Als die Leiche der alten Dame aufgefunden wird, vermeintlich vom Balkon einer Stuttgarter Nobelherberg heruntergestürzt, werden Brändle und Finkbeiner zum Fall hinzugezogen, da man Antisemitismus nicht ausschließen möchte und die Tatsache, dass sie eigentlich im Rollstuhl saß, kaum für einen derartigen Unfall sprach.
Denn schnell ergeben sich einige Ungereimtheiten. Warum ist Frau Bloombergs Enkel ihr überhastet nachgereist? Etwa nur um ihr bei der Wiederbeschaffung behilflich zu sein? Wurde die alte Dame vom Balkon herabgestoßen, weil sie das Bild zurückhaben wollte? Außerdem gibt es erhebliche Bedenken gegenüber einem vermeintlichen Kaufvertrag über das Bild, der angeblich mit der ursprünglichen Eigentümer abgeschlossen wurde. Selbst ein Teilnehmer der jüdischen Reisegesellschaft verstrickt sich in Widersprüche, da er July Bloomberg entgegen seinen ursprünglichen Angaben wohl doch bereits von früher her kannte. Denn seine Familie hatte auf der Flucht vor den Häschern des Dritten Reichs bei den Blumenbergs, wie sie vor ihrer Anglisierung hießen, Unterschlupf gefunden. Kompliziert wird der Fall, als der Vorsitzende einer rechtsextremen Partei, Dr. Leutner wegen angeblicher anonymer Drohmails im Zuge der Ermittlungen nun selbst Personenschutz beantragt.

## Hintergrund

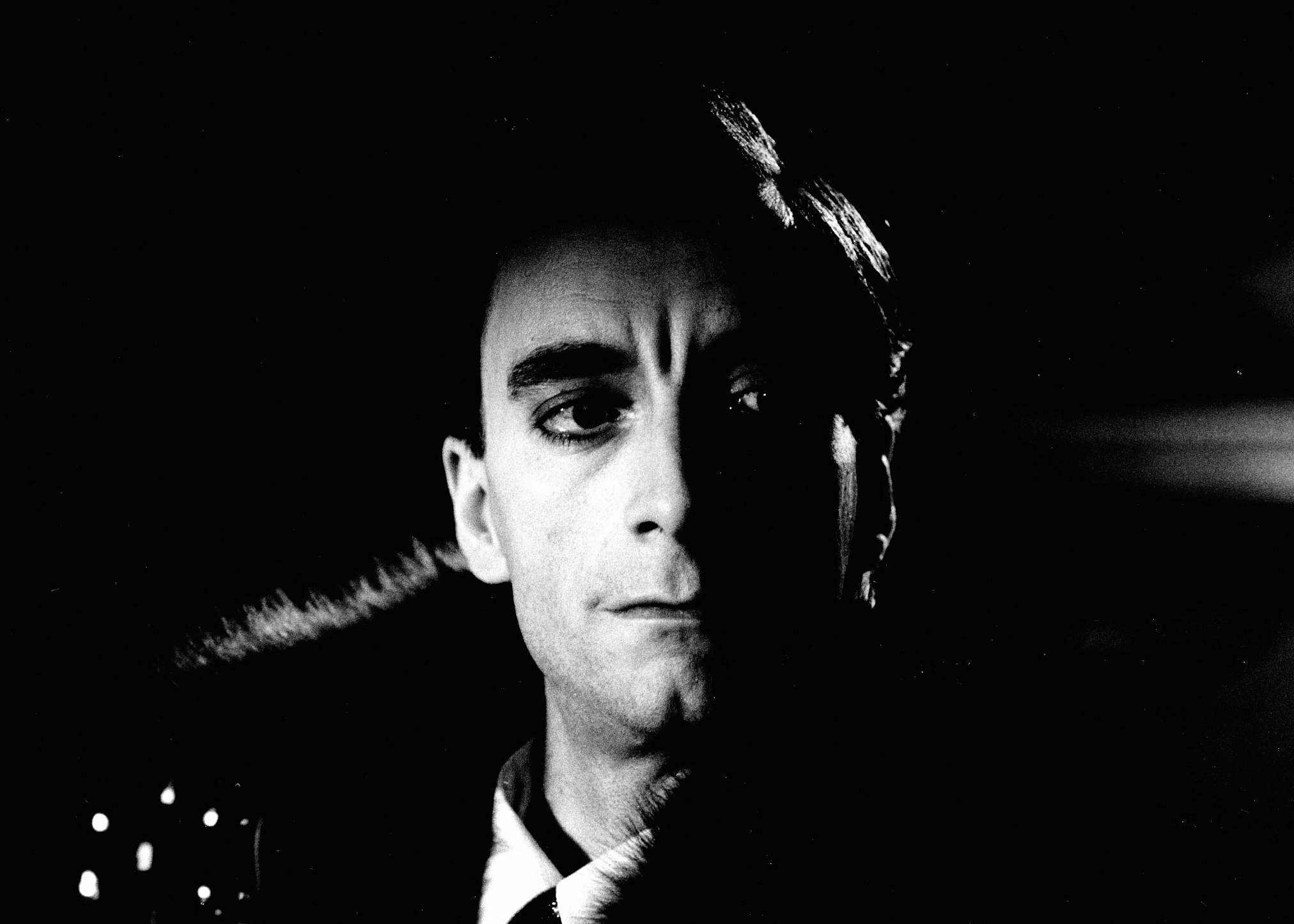
Ueli Jäggi, Sprecher des Kriminaloberrats Finkbeiner

Der Fall hat einen realen Hintergrund, da wiederholt die Geschichten über einst von den Nationalsozialisten geraubten und nun wieder im staatlichen Besitz auftauchende Kunstgegenstände aus jüdischem Besitz in der Presse zu finden sind.
Tödliche Kunst ist der erste Radio-Tatort, für den der bekannte Kriminalautor Fred Breinersdorfer gewonnen werden konnte. Auch Walter Adler übernahm hier erstmals in der Reihe die Regie.
Schriftstellerin und Dramaturgin Uta-Maria Heim zur Besetzung: „Der eine ein maulfauler Schwarzwälder, die andere eine geschwätzige Städterin: Das geht gar nicht gut. Xaver Finkbeiner und Nina Brändle sind wie Feuer und Wasser. Oder umgekehrt, wie der Name Brändle schon sagt. Mit Ueli Jäggi und Karoline Eichhorn haben wir die ideale Besetzung gefunden. Der Finkbeiner wurde direkt auf Jäggi hin konzipiert und ich bin heilfroh, dass wir ihn für die Reihe gewinnen konnten. Und Karoline Eichhorn ist ein wunderbares Pendant.“
War Nina Brändle in den ersten beiden Episoden durch einen vier Jahre zuvor erlittenen schweren Motorradunfall noch deutlich in ihrer Beweglichkeit eingeschränkt und musste sowohl auf Gehhilfen als auch auf einen behindertengerechten Wagen zurückgreifen, so hat sich dies in den späteren Folgen entscheidend geändert. War sie bereits damals schon zum Erschrecken ihres Chefs Finkbeiner, der am liebsten im Außendienst auf sich allein gestellt seiner rein intuitiven Art nachgehen mochte, erstaunlich mobil und liebte es ihren Chef nach vorne zu drängen, so ist nun auch ihre körperliche Beweglichkeit nahezu wiederhergestellt. So fährt sie inzwischen wieder eine kleinere Ducati und betreibt auch wieder Kampfsport.

## Gesamtrezeption der Reihe
- „Alle Landesrundfunkanstalten senden (..) einmal im Monat den jeweils neuen ARD Radio Tatort, nutzen das kreative Potential ihrer besten Krimiautoren und sorgen für zusätzliche Aufmerksamkeit für die traditionsreiche Radiokunstform Hörspiel. Inzwischen erreicht der Radio Tatort ein Millionenpublikum, zusätzlich belegen hohe Abrufzahlen im Internet (www.radiotatort.ard.de) die Akzeptanz dieser Krimis.“[7]